# Сонячне затемнення 1 липня 2011 року

Анімація шляху перебігу затемнення

Сонячне затемнення 1 липня 2011 року — часткове сонячне затемнення, яке буде найкраще видно в невеликій зоні поблизу узбережжя Антарктики. Найбільший еліпс затемнення сягне величини всього 0,097.
Це затемнення є першим в серії сароса 156 та третім з групи часткових сонячних затемнень, що мали місце у 2011 р. До цієї групи належать також сонячні затемнення 4 січня, 1 червня та 25 листопада 2011 р.

## Інші сонячні затемнення з цієї серії

### Сонячні затемнення 2008—2011
Дана серія сонячних затемнень повторюється приблизно через кожні 177 діб та 4 години .
| Вузол, що сходить | Вузол, що сходить                        |                                                             | Вузол, що заходить                       | Вузол, що заходить |
| Сарос | Карта                                    | Сарос                                                       | Карта                                    |                    |
| 121 Кільцеподібне затемнення спостерігалося у Новій Зеландії                                                                                            | 7 лютого 2008 Кільцеподібне              | 126 Повне затемнення спостерігалося у Новосибірську, Росія  | 1 серпня 2008 Повне                      |                    |
| 131 Міетджіе-се-Крааль, ПАР | 26 січня 2009 Кільцеподібне              | 136 Повне затемнення спостерігалося у Бангладеші            | 22 липня 2009 Повне                      |                    |
| 141 Бангі, Центральноафриканська Республіка | 15 січня 2010 Кільцеподібне              | 146 Повне затемнення спостерігалося у французькій Полінезії | 11 липня 2010 Повне                      |                    |
| 151 Часткове затемнення спостерігалося в Польщі | 4 січня 2011 Часткове (північна півкуля) | 156                                                         | 1 липня 2011 Часткове (південна півкуля) |                    |
| Часткові сонячні затемнення 1 червня 2011 та 25 листопада 2011 відбудуться протягом наступної серії затемнень, що відповідає наступному місячному року. |                                          |                                                             |                                          |                    |

### Метонів цикл
Метонів цикл сонячних затемнень повторюється кожні 19 років (6939.69 діб) й триває протягом біля 5-ти циклів. Затемнення відбуваються приблизно одного і того ж календарного дня. 

Дана серія містить 22 сонячне затемнення починаючи з 12 вересня 1931 р. й закінчуючи 1 липня 2011 р.
| 11—12 вересня   | 30 червня — 1 липня | 18—19 квітня   | 4—5 лютого    | 22—23 листопада   |
| 114             | 116                 | 118            | 120           | 122               |
| --------------- | ------------------- | -------------- | ------------- | ----------------- |
| 12 вересня 1931 | 30 червня 1935      | 19 квітня 1939 | 4 лютого 1943 | 23 листопада 1946 |
| 124             | 126                 | 128            | 130           | 132               |
| 12 вересня 1950 | 30 червня 1954      | 19 квітня 1958 | 5 лютого 1962 | 23 листопада 1965 |
| 134             | 136                 | 138            | 140           | 142               |
| 11 вересня 1969 | 30 червня 1973      | 18 квітня 1977 | 4 лютого 1981 | 22 листопада 1984 |
| 144             | 146                 | 148            | 150           | 152               |
| 11 вересня 1988 | 30 червня 1992      | 17 квітня 1996 | 5 лютого 2000 | 23 листопада 2003 |
| 154             | 156                 |                |               |                   |
| 11 вересня 2007 | 1 липня 2011        |                |               |                   |